# Собачья жизнь (фильм, 1918)
«Собачья жизнь» (англ. A Dog's Life) — короткометражный немой фильм Чарли Чаплина, выпущенный 14 апреля 1918 года и ставший первой его работой на построенной для него киностудии прокатной компании First National Pictures. Она была официально открыта в январе 1918 года. На момент выхода это был самый сложный и длинный фильм Чаплина. Также для него характерно то, что комическое начало соседствует в нём с реалистичными мотивами, сочувствием к простым людям.

## Сюжет
У Бродяги, ночующего под забором, мало перспектив для трудоустройства. Он пытается украсть еду из тележки коммивояжёра, но не может сделать этого из-за пристального внимания полицейского. Бродяга избегает ареста благодаря причудливым акробатическим трюкам. Позже он спасает бездомную дворняжку Скрэпса от других собак. Бродяга и Скрэпс становятся верными друзьями и партнёрами в воровстве еды. Бродяга заходит в паб, куда не пускают собак. Он прячет Скрэпса в своих мешковатых штанах, но хвост Скрэпса выглядывает из дырки в штанах. Бродяга знакомится с девушкой, которая работает в пабе певицей. Она разочарована в жизни, поэтому Бродяга пытается подбодрить её. Бродягу выгоняют из паба из-за отсутствия денег, он возвращается на своё обычное место для сна на улице.
Грабители, спасаясь от полиции, закопали украденный у пьяного богача кошелёк рядом с забором, где спит Бродяга. Скрэпс откапывает бумажник. Бродяга возвращается в паб и показывает девушке, что у него достаточно денег, чтобы они поженились. Грабители обнаруживают, что кошелёк у Бродяги, и силой забирают его назад, ненадолго выведя Бродягу из строя. Придя в себя, Бродяга хитростью возвращает себе кошелёк. Это приводит к неистовой погоне, которая завершается арестом грабителей. На вырученные деньги Бродяга покупает ферму для себя и певицы, которая стала его женой. Фильм заканчивается тем, что молодожёны нежно смотрят в колыбель. В ней находятся Скрэпс и её щенки.

## В ролях
- Чарли Чаплин — Бродяга
- Эдна Пёрвиэнс — певица
- дворняга Мут — Скрэпс, собака Бродяги
- Том Уилсон — полицейский
- Генри Бергман — толстая дама в пабе / безработный
- Сидни Чаплин — хозяин закусочной
- Чарльз Рейснер — клерк на бирже труда / коммивояжёр / барабанщик
- Гренвилль Редмонд — менеджер паба
- Альберт Остин — грабитель / клерк на бирже труда
- Бад Джемисон — грабитель
- Джеймс Т. Келли — ограбленный богач / покупатель хот-догов
- М. Дж. Маккарти — безработный
- Мел Браун — безработный
- Чарльз Форс — безработный
- Берт Эпплинг — безработный
- Томас Райли — безработный
- Слим Коул — безработный
- Тед Эдвардс — безработный
- Луис Фитцрой — безработный
- Лойал Андервуд — безработный / маленький посетитель паба

## Создание
В её сюжете имелся элемент сатиры – параллель между жизнью собаки и бродяги. Этот лейтмотив послужил основой, на которую я нанизал всевозможные трюки и обычные приёмы «комедии пощёчин». 
В 1917 году Чаплин заключил с прокатной компанией «Фёрст Нэшнл» (First National Pictures) контракт на 1 000 000 долларов, став по тем временам самым дорогим актёром в истории. За это он должен был снять для неё восемь фильмов. Также в его распоряжение переходила киностудия, специально построенная для этого. В конце 1917 года — начале 1918 года она была достроена. Первым снятым на ней фильмом стала комедия «Собачья жизнь». Первый вариант названия — «Стоит побеспокоиться». Название было заменено уже после того как фильм был снят. По слухам, окончательный вариант был подсказан замечанием шотландского комика Гарри Лодера, который побывал на студии 22 января 1918 года. Он сказал Чаплину: «Сейчас у тебя, Чарли, просто собачья жизнь». В январе 1918 года студия была открыта для посетителей среди которых были два человека, представившиеся журналистами. Выяснилось, что они находились на студии три дня и за это время пытались узнать о новом проекте Чаплина. Их поймали за подслушиванием во время совещания о фильме. При обыске у них обнаружили восемь зарисовок декораций, стенограмма дискуссии о сюжете, описание костюмов и персонажей. Чаплин был очень разгневан и оценил ущерб в 10 000 долларов. После этого происшествия Чаплин запретил посторонним посещать студию. 
В основе сюжета фильма взаимоотношения собаки и Чарли. Их жизнь и борьба за место под солнцем показаны параллельными эпизодами (например, символически сопоставляются сцена на бирже труда Бродяги и борьба собаки за кость с напавшей на неё сворой). Чаплин видел в использовании собаки в кадре большой потенциал. Он уже вводил в фильм четвероногого актёра в «Чемпионе» (1915). Ещё в 1916 году он подыскивал «собаку-комедиантку», а в декабре в прессе появилась статья: «Чаплин ищет собаку с чувством юмора». В интервью он рассказал журналистам о трудном поиске такого партнёра. Согласно сообщениям в печати поиски велись и в 1917 году. Чаплин рассказывал, что хочет найти простую дворняжку, а не избалованную собаку. «Ничего не видел забавней дворняг. Этих студийных тварей слишком балуют. Мне нужна собака, которая рада и кости и так голодна, что посмешит за миску супа. Я прочёсываю все переулки и когда-нибудь вернусь домой с такой собакой, какая мне нужна — прирождённой комической актрисой». Такую собаку со временем нашли. Её кличка была Мут (Mutt). Она сильно привязалась к Чаплину.
Съёмки начались в середине января 1918 года. Через несколько недель у Чаплина начались сомнения относительно отснятого материала и сюжета. Это случалось довольно часто с таким перфекционистом как он. Поэтому члены съёмочной группы были готовы и не сильно переживали по этому поводу. 11 февраля Чаплин объявил на студии, что прекращает работу над комедией и будет заниматься съёмками фильма «Уиггл и сын». Было снято несколько кадров, однако уже на следующий день он вернулся к созданию фильма «Стоит побеспокоиться» и забросил новый проект навсегда. Его брат Сидни сыграл небольшую роль в фильме; это был первый раз, когда два брата появились на экране вместе. Также в эпизодической роли появилась и жена Сиднея — Минни. В сцене в танцзале приняли участие тридцать статистов, и кроме того, как это обычно происходило у Чаплина, в съёмках участвовали друзья и служащие студии. Так, в фильме состоялся актёрский кинодебют (хозяин бара) глухого художника-тоналиста Гренвилля Редмонда, с которым режиссёр дружил. Среди ежедневных сохранившихся расходов были мясо для собак и виски (60 центов) для Мут (в сцене, где требовалось, чтобы она спала её напоили).
22 марта 1918 года съёмки были закончены. На это ушло тысяча дублей. С 26 марта Чаплин с помощниками монтировали фильм. Во время этого ему пришла идея нового эпизода с собакой, который был снят и попал в фильм. Вечером 31 марта монтаж был закончен ударными темпами. После этого Чаплин отправился в пропагандистское турне по США, где агитировал за приобретение «займа свободы». Собака без Чаплина впала в апатию и перестала есть. 29 апреля она умерла и на её могиле во дворе студии был установлен импровизированный памятник. Фильм вышел в прокат 14 апреля 1918 года и пользовался большим успехом у публики.

## Художественные особенности
Фильм состоит из трёх частей. На время появления это был самый длинный и сложный фильм Чаплина. Он свидетельствует о переходе его к постановке цельных в сюжетном отношении фильмов, а не просто набора комических сцен. После его выхода в журнале «Фотоплей» написали, что хотя комедия это «всего лишь небольшая зарисовка из жизни мрачных окраин, она стоит в одном ряду с лучшими лентами года». Французский режиссёр и критик Луи Делюк назвал «Собачью жизнь» «первым произведением искусства в кинематографе». Французский киновед Пьер Лепроон отмечал социальные мотивы фильма. Он «начинается на глубоком внутреннем трагизме», но Чарли не отчаивается, хотя весь мир против него: 

Сцена в конторе по найму прислуги настолько горька, что смех замирает на устах. После бесполезной и непрестанной беготни Чарли остаётся один посреди пустого зала. Его поза и жест выражают в одно и то же время и безразличие и отчаяние, которые так часто повторяются в его более поздних фильмах. Выражение этих чувств как бы сдерживается боязнью впасть в драматизм и поражает ещё сильнее … Почти сразу после этого показывается свора собак, подравшихся из-за кости. Понял ли кто-нибудь, что вложил автор в это смелое сопоставление? Беспощадный реализм выражает всю жестокость жизни, безжалостную борьбу тех, кто вынужден зарабатывать себе на пропитание: безработные люди и бездомные псы…»— Пьер Лепроон
Историк кино Дэвид Робинсон назвал фильм одним из самых совершенных у Чаплина. Комедийные эпизоды в нём соседствуют с реалистическими: «Это рассказ о бездомном существовании, о жизни низов, о нищете и голоде, проституции и несправедливости». Критик Дэн Камин говорил, что, вероятно, это самая совершенная картина Чаплина.